# كوماموناسية كيرسترسية
كوماموناسية كيرسترسية (الاسم العلمي: Comamonas kerstersii) هي نوع من البكتيريا، سلبية الغرام، تتبع جنس الكوماموناسية.